# Welcome to the Quiet Room
Pour plus de détails, voir Fiche technique et Distribution.
Welcome to the Quiet Room (クワイエットルームにようこそ, Quiet room ni yōkoso) est un film japonais sorti en 2007, réalisé par Suzuki Matsuo (en), avec Yuki Uchida dans le rôle principal, et entre autres les réalisateurs Hideaki Anno et Shin'ya Tsukamoto, dont l'action se déroule dans un hôpital psychiatrique.

## Distribution
- Yuki Uchida : Asuka Sakura
- Kankurō Kudō : Tetsuo Yakihata
- Yū Aoi : Miki
- Ryō : Eguchi
- Yūko Nakamura : Kurita
- Satoshi Tsumabuki : Komono
- Shinobu Ōtake : Nishino
- Hideaki Anno : Dr Matsubara
- Shin'ya Tsukamoto : ex-mari d'Asuka